# ماكس شتيرنر
يوهان كاسبر شميتد (بالألمانية: Max Stirner)‏ المعروف بـماكس شتيرنر فيلسوف ألماني، يعتبر من أحد آباء الفلسفة العدمية والوجودية وما بعد الحداثة واللاسلطوية وخاصة السلطوية الفردية. العمل الأساسي لشتيرنر هو الأنا العليا وذاتها، والتي طبعت لأول مرة سنة 1844 في لبسيا.

## سيرة
ولد ماكس شتيرنر ببايرويت عام 1806، توفي والده بعد عام من مولده بسبب السل.

درس شتيرنر وهو في العشرين من عمره فقه اللغة والفلسفة وعلم اللاهوت. وحضر محاضرات للفيلسوف هيجل الذي أصبح مصدر الإلهام لتفكيره وفي عام 1841 شارك في مناقشات لمجموعة من الفلاسفة أسموا مجموعتهم الحرية، وأسماهم المؤرخون بالهيجليين الصغار الذي كان من أشهر الأسماء في تاريخ الأدب والفلسفة للقرن التاسع عشر، من هذه المجموعة كان برونو بوير وكارل ماركس وفريدريك أنجلز. عادة ماكانت تتم هذه المناقشات في حانة هيبل الموجودة في شارع فردريشتراسيه، وقابل ستيرنر فريدريك أنجلز وقال أنهم كانا صديقين حميميين، ولكن ليس من الواضح أن ماركس وشتيرنر تقابلا أم لا. وليس من الظاهر أن شارك شتيرنر كثيراً في هذه المناقشات ولكن كان عضوا موالي لهم ومستمع منتبه.
البورتريه الأكثر شهرة لشتيرنر رسمه أنجلز بعد أربعين سنة من الذاكرة بعدما طلبه كاتب السيرة لشتيرنر جون هنري ماكاي، وليس واضحاً أن يكون هذا الرسم أو الرسم الذي يضم المجموعة بحانة هيبل الأولى والوحيدة لشتيرنر.
عمل كمدرس في جمانيزيوم للبنات الصغيرة تملكه السيدة جروبيوس وقتما كتب عمله الأساسي (الأنا العليا وذاتها)الذي كان جزءاً من سجال ضد قيادي الهيجليين الصغار لودفيج فويرباخ وبرونو بوير، وأيضا كان ضد الشيوعيين أمثال فيلهلم فايتلينج واللاسلطوي بيير جوزيف برودون، واستقال من مهنة التدريس بسبب الجدل والصخب العام الذي أدره مؤلَفه الأساسي المنشور في أكتوبر 1844.
تزوج شتيرنر مرتين، الأولى كانت خادمة وقع في حبها في سنٍ صغير وماتت بعد زواجهما لتعقيدات خاصة بالحمل عام 1838. وفي عام 1843 تزوج مرة أخرى بفرد من جماعة الحرية وهي ماري داينهردت، وتطلقا عام 1846. وقد أهداه مؤلَفه الأساسي، ولاحقاً تحولت ماري للكاثوليكية وتوفيت عام 1902 بلندن.
خطط شتيرنر ومَوَل بميراث زوجته الأخيرة ماري محاولة بواسطة الهيجليين الصغار لامتلاك وتشغيل محل حليب على مبادئ تعاونية. وفشل جزئياً هذا العمل التجاري بسبب أن الفلاحين تشككوا من هؤلاء المتعلمين. كان المحل مجهز داخلياً بشكل راقي مما جعل عملاء المحل يشعروا بأنهم ليسوا على نفس المستوى الراقي لشراء حليبهم.

بعد (الأنا العليا وذاتها) كتب ستيرنر (نقاد شتيرنر) وترجم (ثروة الأمم) للفيلسوف الاجتماعي والاقتصادي آدم سميث وترجم (معاملة الاقتصاد السياسي) للاقتصادي الفرنسي جان بابتست ساي كلاهما للألمانية من أجل المال.

توفي شتيرنر جراء لدغة حشرة معدية عام 1856 في برلين. وقيل أن الوحيد من الهيجليين الصغار حضر جنازته هو برونو بوير.

## فلسفة شتيرنر
صرح شتيرنر أن الدولة هي مؤسسة غير شرعية، مما جعله عاملاً مؤثراً في تراث اللاسلطوية؛ نظرته هي شكل مجرد للاسلطوية الفردية. لم يصرح شتيرنر بأنه لاسلطوي، وأدرج اللاسلطويين تحت قائمة الأحزاب الخاضعة للنقد.
يسخر شتيرنر من الثورة بالحس التقليدي كشخص مدعم لفكرة الدولة. وذكرت استنتاجات ديفيد ليوبولد (في مقدمته لطبعة جامعة كامبريدج) أن شتيرنر وجد أن البشر منقوعين وسط الخرافات المظلمة، وأنكر التنوير والرفاهية.
ومثل المشككون القدامى، كانت طريقة شتيرنر لتحرير النفس مخالفة لقواعد الإيمان، وكان مؤمناً بأن الحياة ليس بها أي افتراضات مبدئية دوغماتية. أو أي فكرة ثابتة صلبة. ليست دوغماتية مسيحية مجردة ولكن العديد من عقائديات الملحدين الأوروبيين تدينه لوضع أفكار لدورٍ مماثل.
ماقترحه شتيرنر من مبادئ ليست مبادئ مقدمة لحكم الناس، ولكن الناس يجب أن تحكم المبادئ. نكران الحقيقة المطلقة هو جذر عدمية/فراغ النفس عند ستيرنر. قدم شتيرنر حياة منفصلة من اللادوغماتية وارتباطات منفتحة العقل مع العالم (كما هو، بدون أن يمسه الإيمان المسيحي أو الإنساني)، مرتبط بإدراك عدم وجود روح أو أي جوهر شخصي من أي نوع.
| ماكس شتيرنر | ولأنه لايمكنني أن أمسك بالقمر، ألهذا السبب هو مقدس بالنسبة لي ،عشتروت؟ إذا أمكنني أن أمسك بك، من المؤكد سأفعل، وإذا أمكنني أن أجد وسيلة للوصول إليك، لن ترعبينني! يا من لاتُقدري أحداً، يجب أن تَبقي غير مُقدرة لي فقط حتى أمتلك القوةَ والجبروت للتقدير وأن تكوني ملكاً لي. أنا لا أعطي نفسي لك أمامك، الوقت هو إنتظاري الوحيد. حتى لهذا الحاضر أتوافق مع عدم مفدرتي لملامستك، وأعرف أن ذلك ضد عظمتك. | ماكس شتيرنر |

### تأثير هيجل المحتمل على شتيرنر
تجادل الباحثون أمثال كارل لوفيت ولورانس ستيبلفيتش عن إن كان هيغل قد أثر في العمل الأساسي لشتيرنر، ستيبلفيتش وضح أن هذا العمل ليس له بنيان ووتيرة هيغلية ككل، وأنه معاد بشكل أساسي لاستنتاجات هيغل عن الذات والعالم، ولكن كل ذلك لا يعني أن هيغل لم يؤثر في شتيرنر.

وبالذهاب بعيداً وبمضاداة لهيغل بشكل جدلي حقيقي فهو بطريقة ما يكمل مشروع هيغل، ويؤكد ذلك ستيبلفيتش بأنها جهود شتيرنر، وحقيقةً اتمام لمشروع هيغل. ستيبلفيتش يستقي نقاشه بالرجوع إلى جاين هيبوليت - الفيلسوف الفرنسي الذي وجد بعد بحوث لنية هيغل للظواهر الطبيعية وصرح بأن تاريخ العالم قد انتهى، وأن كل المطلوب لأي فرد هو أن يعيد اكتشاف نفسه.

ومع ذلك ويدوكند دي ريدر قد بين الخطأ الكبير للبحاث الذين يأخذوا ستيرنر كمراجع لهيغل والهيغليين الصغار كتعبيرات لميوله للهيغلية. وأكد أن (الأنا العليا وذاتها) هي محاكاة تهكمية ساخرة للهيغلية لتبين فشلها وتأكل نظامها الفكري. ومفاهيم ستيرنر للملكية والأنوية جزء من النقد الأصولي لضمنية الغائية للجدلية الهيغلية.

## أعماله

### المفهوم الخاطئ للتعليم لدينا
عام 1842 نُشر هذا العمل في صحيفة راينشه تسايتونج التي كان يحررها ماركس في هذه الآونة. كتب هذا العمل كرد لمقالة أوتو هاينسيوس الخاصة بالإنسانية ضد الواقعية. شرح شتيرنر في هذا العمل أن التعليم إما أن يكون بطريقة الإنساني القديمة أو الواقعي العملي الذي ما زال يفتقر للقيمة الحقيقية. التعليم نجح في أن يساعد الفرد بأن يكون فرداً.

### الفن والدين
عام 1842 في الرابع عشر من شهر حزيران/يونيو نُشر هذا العمل في صحيفة راينشه تسايتونج. وجه هذا العمل لبوير ومنشوراته المضادة لهيغل والذي أطلق عليه بوير اسم عقيدة هيغل في الدين والفن المحكوم عليها من وجهة نظر الإيمان.

### الأنا العليا وذاتها
وكان هذا هو العمل الأساسي لستيرنر الذي ظهر في لبسيا في تشرين الأول/أكتوبر عام 1844 ونُشر في العام الذي يليه. أطلق فيه شتيرنر نقد فردي ومضاد للسلطوين بشكل أصولي للمجتمع البروسي المعاصر وبالمثل المجتمع الغربي الحديث. وفيه يعرض تقريب لوجودية الإنسان التي تصور الذات ليس لها كيان خلاقة لما بعد اللغة والواقع.
هذا الكتاب يعلن أن كل الأديان والعقائديات ترتكز إلى مبادئ خاوية التي تمسك بمؤسسات المجتمع وتتدعى بأن لها سلطة على الفرد، وتكون دولةً أو تشريع أو كنيسة أو أنظمة تعليمية كالجامعات.
حجة شتيرنر تكتشف وتمدد حدود النقد، ويصوب نقده تجاه معاصريه خصوصاً فويرباخ والعقائديات الشعبية التي تحوي الدين والتحررية والإنسانية (التي أرجعها إلى أنها مقابل للدين بتجريدية الإنسان أو الإنسانية ككينونة مطلقة)، والأممية والدولية والرأسمالية والاشتراكية والشيوعية للمنادي بالدولة أو المخطط للعموم.
| ماكس شتيرنر | في الوقت الذي نَمَت فيه أفكاري الروحية حتى اعتلت رأسي، ونتاجها الذي كان؛ حامت حولي وهزتني كسكرات الحمى قوة أهابها. الأفكار أصبحت تتجسد بذاتها، وكانت أشباح كإله، كإمبراطور، كالبابا، كالوطن وأرض الأسلاف. إذا أمكنني ان أدمر جسديتهم ثم أضيفهم إلى كينونتي، وأقول أن وحدي جسدي. والآن آخذ الكون كما هو لي، مِلكي كملكيتي وأُرجع كل شيء لنفسي. | ماكس شتيرنر |

### نقاد شتيرنر
نُشر بأيلول/سبتمبر عام 1845 في صحيفة فيجاندس فيرتليارهشريفت. كرد لشتيرنر يؤول به لشخص ثالث إلى ثلاثة اتعراضات نقدية لـ (لأنا العليا وذاتها) التي كتبها موسى هس في صحيفة آخر الفلاسفة بواسطة تسزليغا كاسم مستعار ملاصق لبرونو بوير في مقالة في صحيفة نوردويتش بلايتر، وبواسطة فويرباخ في مقالة جوهر المسيحية وعلاقتها بعمل ستيرنر الأنا العليا وذاتها.

### تاريخ رد الفعل
نُشر هذا العمل على جزئين عام 1851 وتم حظره في النمسا. ترجمها في سياق الثورات الحالية في الدول الألمانية كأعمال مختلفة لآخرين. المقدمة وبعض الفقرات الإضافية كتبها شتيرنر. وذكر فيها مقتبساً آراء أوجست كومت وإدموند بورك المتضادين عن الثورة.

## الاستقبال النقدي
لاحظ معاصروا شتيرنر عمله الفلسفي. حيث أن شتيرنر كان يهاجم العقائدية -خصوصا إنسانية فويرباخ- مما دفع فويرباخ إلى أن يرد عليه.
موسى هِس (في هذا الوقت كان قريبا من ماركس) وتسيلجا (الاسم المستعار لبرونو بوير) ردوا أيضاً على شتيرنر. أجاب شتيرنر النقد في مقالته نقاد شتيرنر عام 1945، مما توضح نقاط عديدة مهمة للكتاب الأساسي وخصوصا المتعلق بفويرباخ.

## تأثير شتيرنر على الساحة الفكرية
بينما حقق عمل شتيرنر (الانا العليا وذاتها) ناجحا باهر وجذب رد فعل كبير من الفلاسفة المشاهير بعد الطباعة، والأثر الذي خرج عن السياق وأنشأ سوء سمعة للكتاب اندثر قبل وفاة شتيرنر بأعوام عديدة. كان لشتيرنر صدى مدمر على الهيغلية اليسارية على الرغم أن فلسفته كان لها أثر لايستهان به على ماركس وأعظم ماأبدع، فأصبح كتاباً من اسس اللاسلطوية الفردية. ذكر إدموند هورسل مرة محذراً جمهور صغير من القوة المغرية لكتاب شتيرنر، ولكن لم يذكر ذلك أبداً في أي من كتابته. كما لاحظ الناقد الفني والعاشق لشتيرنر هيربرت ريد أن الكتاب ظل في أحشاء الثقافة الغربية منذ وهلة ظهوره.

قرأ وتأثر العديد من المفكرين بـ (الانا العليا وذاتها) في فترة شبابهم مثل رودلف شتاينر وغوستاف لانداور وفيكتور سيرج وكارل شميد ويورغن هابرماس. وأقر القليل بصراحة بتأثير شتيرنر في طريقة تفكيرهم. رواية إرنست يونغر (أومسفيل) أحتوت على شخصية اللاسلطوي معتمدا على كتاب شتيرنر. استشهد العديد من الكتاب الآخرين والفلاسفة والفنانين واقتبسوا أو أرجعوا مصادرهم إلى ماكس شتيرنر. ومنهم الفيلسوف الفرنسي ألبير كامو في (الثائر):(وهو القسم المحذوف في غالبية الطبعات الإنجليزية بما فيهم طبعات بنغوين)، وبنيامين تاكر وجايمس هونيكر ودورا مارسدن ورينزو نوفاتوري وإيما غولدمان وجورج براندس وجون كاوبر بويس ومارتن بوبر وسيدني هوك وروبرت أنطون ويسلون واللاسلطوي الفردي الإيطالي فرانك براند والمناهض للفن المعروف مارسيل دوشامب وماكس إرنست. أما التشابهات بين كتاب شتيرنر وعمل أوسكار وايلد (روح الإنسان تحت ظل الاشتراكية) جعل الكثير من المؤرخين يظنوا أن وايلد كان يألف عمل شتيرنر.

من ظهور كتاب شتيرنر (الأنا العليا وذاتها) عام 1844 أشعل الاهتمام الشعبي السياسي والأكاديمي معتمداً على ترجمات وشروح مختلفة واسعة المدى وتحليلات نفسية وأخرى سياسية. في يومنا المعاصر، العديد من الأفكار المصاحبة لنقد عقائدية اللاسلطوي اليساري والفردية الغير متهاود فيها ترجع بكل وضوح إلى شتيرنر. يُعتبر شتيرنر رائداً للفردية النسوية نظراً لاعتراضه على أي مبدأ مطلق ويَعتبر أدوار الجنس مغالطات وتضليلات فكرية. تبنت أفكاره اللاسلطوية التقدمية من خلال سول نيومان باتفاق كبير مع نقد شتيرنر للاسلطوية القديمة/الكلاسيكية بما فيها رفضه لكل من الثورة والفلسفة الجوهرية.

### ماركس وأنغلز

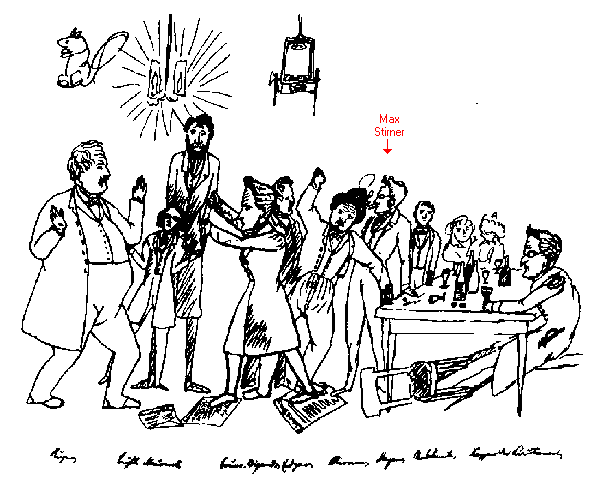
رسم كاريكاتيري لجماعة الحرية من رسم "فريدريك أنغلز".

علق انغلز على شتيرنر بالشعر في فترة الحرية:
| ماكس شتيرنر | أنظر إلى شتيرنر، أنظر إليه، العدو المسالم لكل القيود حتى الآن، مازال يحتسي الجعة وقريباً ماسيحتسي الدم كأنه ماء عندما يصيح الآخرون بوحشية "فلتسقط الملوك" فسيباغتهم شتيرنر صياحاً "فلتسقط القوانين أيضاً" ويصرح شتيرنر المليء بالكرامة تَثنوا قوة إرادتكم وتجرؤا على نعت أنفسكم بالأحرار أصبحتم معتادون على العبودية فلتسقط الدوغماتية، فلتسقط القوانين | ماكس شتيرنر |

ذكر مرةً ما كيف كانا صديقين حميمين. في تشرين الثاني/نوفمبر عام 1844، كتب انغلز رسالة لماركس، ذكر فيها أولاً زيارته لموسى هِس في كولونيا وأكمل إلى ملاحظة ذكر فيها انه خلال الزيارة أعطاه موسى نسخة من كتاب شتيرنر الجديد. وفي الرسالة وعد انغلز ماركس بأن يرسل له نسخة من نفس الكتاب ولذلك فالكتاب بالتاكيد حاز انتباههم، كما أن شتيرنر يحوز بوضوح وسط الأحرار بالمهوبة العظيمة والاستقلال والمثابرة. كان أنغلز متحمساً للكتاب، وعبر عن رأيه بحرية في رسائله لماركس:
| ماكس شتيرنر | لكن الحقيقي في مبدأه، أننا أيضا يجب أن نقبل. والحقيقي أننا بالسابق نستطيع أن نكون نشطاء في أي قضية يمكن ان نجعلها خاصتنا، أنوية القضية وبهذا المعنى بعيداً عن أي توقعات مادية، نحن الشيوعيون في فضيلة من أنويتنا، حيث أنه خارج انويتنا نريد أن نكون بشراً وليس مجرد أفراد. | ماكس شتيرنر |

ولاحقاً كتب ماركس وأنغلز نقد رئيسي لعمل شتيرنر. كرست عدد صفحات ماركس وانغلز لمهاجمة شتيرنر في (النص غير المُنقح) للعقائدية الألمانية حيث سخرا منه واصفينه بالقديس ماكس، عدد هذه الصفحات تعدت مجمل أعمال شتيرنر. وصف إزايه برلين أن شتيرنر قد لوحق خلال خمسمائة صفحة من عيار السخرية والاستهزاء الثقيل. هذا الكتاب كتب عامي 1845-1846 ولكن لم ينشر إلا عام 1932. مطولة ماركس الجدلية الشرسة تجاه شتيرنر تعتبر نقطة تحول مهمة في تطور ماركس الفكري من المثالية للمادية. يقال أن المادية التاريخية كان طريقة ماركس لتوفيق الشيوعية مع رفض شتيرنر للأخلاق.

### تأثر نيتشه بشتيرنر
عادة ماتقارن أفكار كل من ماكس شتيرنر وفريدريك نيتشه، والعديد من الكتاب ناقشوا التشابهات الظاهرة في كتاباتهما، فيصعد أحياناً السؤال على التأثر بشتيرنر. في ألمانيا خلال الأعوام المبكرة التي ظهر فيها نيتشه وأصبح معروفاً، المفكر الوحيد الذي ناقش صلته بأفكار شتيرنر كان آرثر شوبنهاور. من المؤكد أن نيتشه قرأ كتاب شتيرنر المهم حيث ذُكر في كتاب تاريخ المادية للانجه وفلسفة اللاوعي لإدوارد فون هارتمان كلاهما عرفهما نيتشه جيداً. ومع ذلك لايوجد أي إشارة أنه قرأه بالفعل، ولايوجد أي ذكر لشتيرنر في أي مما كتب نيتشه. في عام 2002 جعل اكتشاف سيرة من المحتمل أن يكون نيتشه قد صادف أفكار شتيرنر قبل أن يقرأ هارتمان ولانجه، وهذا بسبب أنه في عام 1865 قد قابل إدوارد موشاكه صديقٌ قديم لشتيرنر خلال الأربعينات من القرن الثامن عشر.

وحالما بدأ عمل نيتشه للوصول لجمهور عريض، تصاعد السؤال إذا ما كان يدين لشتيرنر بالتأثير على أفكاره. في بداية 1891 (حينما كان نيتشه على قيد الحياة، وعاجز بسبب مرضه العقلي) شطح إدوارد فون هارتمان فاقترح أن نيتشه سرق مؤلفات شتيرنر. وبدوران القرن هذه الفكرة أن نيتشه قد تأثر بشتيرنر أصبحت شائعة على الأقل في ألمانيا، فيرى الملاحظ أن في عام 1907 «أن تأثير شتيرنر في ألمانيا الحديثة لها حصص مذهلة، وتتحرك عموماً بالتوازي مع تأثير نيتشه. المفكران يعتبرا أسس لنفس الفلسفة».

ومع ذلك، منذ وهلة البداية لما يعتبر جدل عظيم لتأثير شتيرنر على نيتشه، مشاكل عويصة تصحب الفكرة السابقة. مع انتصاف القرن العشرين، لو ذكر شتيرنر في كل الأعمال التي تبحث نيتشه، عادة ما تصرف وتمنع فكرة التأثر بشتيرنر.

لكن فكرة أن نيتشه قد تأثر بطريقة ما بشتيرنر تواصل بجذب قلة قليلة، ربما بسبب أنه من الضروري التفسير بطريقة معقولة التشابهات في كتاباتهما. في أي حالة، أكثر المشاكل أهمية مع نظرية احتمال تأثير شتيرنر على نيتشه لا تحده الصعوبة في إقامة إذا ما قرأ له أو حتى عرفه. هم أيضاً يتكونوا في إقامة كيف ولماذا بدقة -شتيرنر بالخصوص- له تأثير له معنى على شخص معروف مثل نيتشه.

### رودلف شتاينر
فلسفة رودلف شتاينر المبكرة تميل للإتجاه اللاسلطوي الفردي قبل أن يتجه إلى الثيوصوفية عام 1900، وباعترافه تاثر شتاينر بمبدأ شتيرنر للأنا، ولهذا يقال أن شتيرنر قد أرسى قواعد وأُسس فلسفية.

### لاسلطوية
فلسفة شتيرنر مهمة للاسلطوية. عادة ما يُلحق شتيرنر في اللاسلطوية باللاسلطوية الفردية ولكنه أُعجب في العموم باللاسلطويين الاشتراكيين أمثال النسوية اللاسلطوية إيما جولدمان وفيدريكا مونتسيني (كلاهما أيضاً أحبا نيتشه). أثر في أهم أنصار اللاسلطوية الفردية الأوروبية أمثال إيمل أرمان وهان رينر ورينزو نوفاتوري وجون هنري ماكاي وميجول غيمنيز إغولادا وليف تشيرني.
في اللاسلطوية الفردية الاميريكية جاور اسمه بنيامين تاكر ومجلته (الحرية) بينما هُجرت الحقوق الطبيعية المواقف الأنانية. " تأثرت العديد من الدوريات بلا شك بطريقة تقديم مجلة الحرية للأنانية. وألحقوا: نشرتُ بواسطة سوارتز وحررها غورداك ولويد (كل مشاركين بالمجلة)؛ الأنا والأنانية، حرر كلاهما إدوارد فولتن. مابين أوراق الأنانية التي تلاها تاكر كانت النسخة الألمانية، حررها أدولف براند، و (الصقر والثعبان)، صادرة من لندن. الأخير، كانت أبرز صحيفة أنوية، نُشرت من 1898 إلى 1900 بعنوان ثانوي (صحيفة فلسفة وعلم اجتماع الأنانية). أما اللاسلطويون الأنويون الآخرين في بداية القرن العشرين هم امثال جايمس واكر وجورج شوم وجون بيفرلي روبنسون وستيفن بينغتون وإدوارد فولتون.
أما في المملكة المتحدة فتأثر هيربرت ريد بشتيرنر لذكره اقتراب أنانية شتيرنر بالوجودية. وفي نهاية ستينات القرن التاسع عشر قال دانيال جويرن في اللاسلطوية في (من النظرية للتطبيق) عن شتيرنر أنه أعاد تأهيل الفرد في وقت كان الحقل الفلسفي قد سيطرت عليه الأفكار الهيغلية المضادة للفردية ومعظم الإصلاحيين في المجال الاجتماعي قد ضللتهم الأفعال الأنانية للبورجوازيين لتشديد ضديتها" وأشار إلى "جرأة ونطاق فكرته." في السبعينات وضعية جمعية أميريكية أطلقت على نفسها (لأجلنا) نشرت كتاباً تحت مسمى (الحق لتكون طماعاً: هذا للضرورات العملية لطلب كل شيء) حيث دافعوا عن شيوعية أنانية معتمدين على شتيرنر في شروحهم.
مؤخراً في الولايات المتحدة ظهر ميل لليسار التقدمي اللاسلطوي حيث يعتمد بتعمق على شتيرنر في هيئات مثل نقد العقائدية. يقول جايسون ماكوين أنه "عندما هو (واللاسلطويون الرافضون للعقائدية) ينتقدوا العقائدية، كانت دائماً من وجهة نظر نقدية لاسلطوية متأصلة في الفلسفة التشككية واللاسلطوية الفردية لماكس شتيرنر.وأيضاً بوب بلاك وفيرال فاونن وولفي لاندشترايشر مهتمين بالأنانية الشتيرنرية. في هجين من البنيوية التقدمية واللاسلطوية تدعى لاسلطوية تقدمية. كتب ساول نيومان عن شتيرنر والتشابهات بينه وبين البنيوية التقدمية. أما اللاسلطوية التمردية لها علاقة وثيقة بشتيرنر كما يتضح في أعمال ولفي لاندشترايشر وألفريدو بونانو اللذان كتبا عنه أعمال مثل (ماكس شتيرنر) و (ماكس شتيرنر واللاسلطوية).

### الحب الحر والمثلية والنسوية
أصدر الشتيرنري الألماني أدولف براند دورية مثلية تدعى "في الخاصة" عام 1896. وهذه أول دورية مثلية تنشر في العالم، وانتهت عام 1931. الاسم مأخوذ من أعمال شتيرنر الذي تأثر به براند وأرجع مافعل إلى مبدأ شتيرنر بامتلاك الفرد للنفس. وناشطٌ آخر مبكر للمثلية تأثر بشتيرنر هو جون ماكاي. أما المنادون بحقوق النساء تأثروا أيضاً بأفكار شتيرنر منهم دورا مارسدن التي حررت صحيفتي (المرأة المتحررة) و (المراة المتحررة الجديدة) والنسوية اللاسلطوية إيما جولدمان. واثر شتيرنر في الداعي للحب الحر والحب المتعدد إيمل أرمان في سياق اللاسلطوية الفردية الفرنسية لبداية القرن العشرين حيث كان معروفاً بـ (ندائه للتعري الطبيعي، والدفاع القوي عن طرق منع الحمل، وفكرة (اتحاد الأنويين) مع التبرير الوحيد لتعدد للممارسات الجنسية.)

## تعليقات معاصريه
بعد ظهور كتاب شتيرنر بعشرين عاماً، الكاتب فريدريش ألبيرت لانجه كتب الآتي:
| ماكس شتيرنر | ذهب بعيداً شتيرنر بكتابه السيء السمعة (الأنا وذاتها) لعام 1845، حيث رفض كل الأفكار الأخلاقية. كل شيء بأي طريقة، حتى لو كانت قوة خارجية أو عقيدة أو فكرة مجردة أماكن بنفسها فوق الفرد ونزواته، رفض شتيرنر أي تقييد لنفسه. ياله من كتابٍ مؤسِف -المتطرف الذي نعرفه في أي مكان- جزءٌ ثاني إيجابي لم يضاف. لكان من السهل في حالة فلسفة شيلنج؛ للأنا الغير محدودة أو مقيدة يمككني أن أُوجد كل نوع من المثالية بإرادتي وفكرتي. يضع شتيرنر حملٌ عظيم على الإرادة، في الحقيقة تظهر كأنها قوة جذرية للطبيعة الإنسانية. وهذا يُذكرنا بشوبنهاور. | ماكس شتيرنر |

اعتقد الناس أن الجزء الثاني الإيجابي سيضعه لاحقاً، ولكن ليس بيد شتيرنر ولكن بيد نيتشه. يتضح أن العلاقة بين نيتشه وشتيرنر علاقة معقدة جداً. طبقاً لجورج ستاك ونيتشه أن نيتشه قرأ (تاريخُ المادية) للانجه مراراً وتكراراً وهكذا مألوفٌ له جداً الفقرة التي تخص شتيرنر.

## روابط خارجية
- ماكس شتيرنر على موقع الموسوعة البريطانية (الإنجليزية)
- ماكس شتيرنر على موقع إن إن دي بي (الإنجليزية)